# Kabatana newberryi
Kabatana newberryi är en svampart som beskrevs av K.R. McGourty, A.P. Kinziger, G.L. Hendrickson, G.H. Goldsmith, G. Casal, C. Azevedo 2007. Kabatana newberryi ingår i släktet Kabatana, ordningen Microsporida, klassen Microsporea, divisionen Microspora och riket svampar.   Inga underarter finns listade i Catalogue of Life.